# 盈彩繽紛
盈彩繽紛（Entrapment、2006年9月14日出生）是一匹在澳洲出生以及在香港接受訓練的純種競賽馬匹（烙號L152），於香港已退役，牠是自香港賽馬職業化以來，首匹一季七捷的馬匹。

## 出賽前
此馬在2008年神奇百萬黃金海岸的周歲馬拍賣會中以16,000澳元賣出，再於2009年紐西蘭種馬拍賣會以45,000紐元賣出，其後運到香港訓練。

## 競賽生涯

### 2009-10年馬季
2009年11月17日馬匹首次在香港操練。2010年2月7日首次在香港上陣，角逐四班1000米賽事，馬匹展開後上，最後100米確保勝出。三星期後在三班1200米賽事即使外在不利檔位，仍為1.6倍的大熱門，馬匹起步後跟隨威海歡騰，在終點前一舉將力弱的威海歡騰超越取勝。3月21日以較重負磅角逐三班1200米賽事，雖然受到馬之王挑戰，但是盈彩繽紛再度輕鬆帶離對手。4月10日角逐三班泥地1200米賽事，盈彩繽紛首次跑泥地下受到了次熱門科研精英的挑戰，在轉彎前已經跟在第二位，轉自直路後與勞愛德策騎的科研精英單打獨鬥，最後100米帶離科研精英，穩住勝果。4月25日在二班1200米賽事中，韋達讓馬匹選擇在外疊追上對手，終點前取得領先優勢取勝。
6月12日的一班泥地賽事，盈彩繽紛面對後來兩度成為香港短途馬王天久的挑戰，在賽事中天久首先突圍而出，但即使比天久多負廿四磅，盈彩繽紛還是在直路上輕鬆超越天久，最後韋達更收起韁繩而回，造出1分08秒13一班紀錄時間，賽後蔡約翰宣佈角逐新馬短途錦標。在盈彩繽紛宣布出賽後，他的無敵戰績令其他馬匹紛紛退出報名新馬短途錦標，最後只剩下四匹馬角逐，而當中最大的威脅就是該季在跑馬地馬場取得五捷的美猴王。比賽當日盈彩繽紛成為了大熱門，雖然早段美猴王一直緊貼著盈彩繽紛，但轉自直路後韋達一鞭末打下盈彩繽紛以輕鬆姿態帶離其他對手勝出，完成七戰七捷，成為香港賽馬職業化以來首匹季內七捷的馬匹。在此之前，總共有24次在季內取得六捷（自1971-72年馬季計算），但種種理由馬匹未能突破季內七捷，因而被稱為「七捷魔咒」。在季尾的冠軍人馬獎中，當選為最佳新馬及最大進步馬匹。

### 2010-11年馬季
盈彩繽紛在2010-11年馬季未有上陣，原因是受傷影響（2010年10月20日被獸醫發現左後足動作不正常），雖然季末已經復出，並且在試閘亮相，但沒有合適賽事下，練馬師只好讓牠休息。

### 2011-12年馬季
盈彩繽紛復出前已經試過多次閘，在休戰15個月後，選擇在2011年10月1日沙田短途錦標復出，與蓮華生輝、金德寶、小橋流水等分級賽冠軍較量，於末段受到了蓮華生輝的挑戰，最終以半個馬位力抗戰手，勝出首場分級賽，並繼續保持不敗紀錄，8戰8捷。在精英碗中，盈彩繽紛仍被馬迷看好不敗，成為1.4倍的大熱門，在賽事中緊守前列，但在直路上未找到機會超越小橋流水，更被後上馬富貴金龍一網成擒，只能跑第三而回，首嘗敗績。在馬會短途錦標，再次面對小橋流水同級的對手，今次同樣以小橋流水作假想敵，試圖在直路超越，但是被對手提早帶離，盈彩繽紛一早望空，但苦無機會超越，只得亞軍。在香港短途錦標採取主動，在前領馬乏力後，一度取得領先優勢，最後受天久及時尚風采的壓迫下，最後與時尚風采不分高下，併頭奪亞。

### 2012-13年馬季
由於健康問題（2012年10月22日被獸醫發現右前腿肌腱受傷），盈彩繽紛在2012-13年馬季未有上陣。香港賽馬會在2013年1月10日宣佈，盈彩繽紛退役。

## 詳細賽績
| 日期       | 馬場 | 距離   | 級別 | 賽事名稱                   | 負重（磅） | 騎師 | 名次/出馬 | 時間    | 與頭馬距離 | 冠軍（亞軍） |
| ---------- | ---- | ------ | ---- | -------------------------- | ---------- | ---- | --------- | ------- | ---------- | ------------ |
| 7/2/2010   | 沙田 | 草1000 |      | 第四班讓賽                 | 126        | 韋達 | 1/14      | 58.35   | 1-1/2      | （好歌）     |
| 28/2/2010  | 沙田 | 草1200 |      | 第三班讓賽                 | 116        | 韋達 | 1/14      | 1:09.31 | 1-1/4      | （威海歡騰） |
| 21/3/2010  | 沙田 | 草1200 |      | 第三班讓賽                 | 127        | 韋達 | 1/14      | 1:09.58 | 1-1/4      | （馬之王）   |
| 10/4/2010  | 沙田 | 泥1200 |      | 第三班讓賽                 | 132        | 韋達 | 1/12      | 1:09.23 | 3-1/2      | （科研精英） |
| 25/4/2010  | 沙田 | 草1200 |      | 第二班讓賽                 | 130        | 韋達 | 1/14      | 1:09.87 | 3/4        | （富高勝）   |
| 12/6/2010  | 沙田 | 泥1200 |      | 第一班讓賽                 | 132        | 韋達 | 1/12      | 1:08.13 | 1-1/4      | （天久）     |
| 27/6/2010  | 沙田 | 草1200 |      | 新馬短途錦標（條件限制賽） | 133        | 韋達 | 1/4       | 1:09.97 | 2          | （美猴王）   |
| 1/10/2011  | 沙田 | 草1000 | HKG3 | 沙田短途錦標               | 121        | 韋達 | 1/11      | 56.61   | 1/2        | （蓮華生輝） |
| 30/10/2011 | 沙田 | 草1200 | HKG2 | 精英碗                     | 129        | 韋達 | 3/14      | 1:08.91 | 1/2        | 富貴金龍     |
| 20/11/2011 | 沙田 | 草1200 | G2   | 馬會短途錦標               | 123        | 韋達 | 2/11      | 1:08.80 | 3/4        | 小橋流水     |
| 11/12/2011 | 沙田 | 草1200 | G1   | 香港短途錦標               | 126        | 韋達 | 2/14      | 1:09.03 | 頭位       | 天久         |

## 血統背景
父系Halo Homewrecker是美國出生的馬匹，出賽9次3冠1亞1季，其中一場為泥地三級賽。盈彩繽紛是父系南半球的第一批子嗣，暫時最成功的子嗣盈彩繽紛。母Miabondialee在澳洲出賽19次，取得兩場勝利，路程分別為1200米及1533米，盈彩繽紛是牠的首胎，其中半兄弟中華智者在香港現役。

## 外部連結
- 香港賽馬會：盈彩繽紛往績紀錄（页面存档备份，存于）
- 血統表（页面存档备份，存于）